# SJ T44
Die Baureihe T44 sind schwedische Diesellokomotiven, die hauptsächlich im Güterverkehr eingesetzt werden. Daneben werden sie für Übergaben und im Rangierdienst eingesetzt. Die ursprünglich für die Statens Järnvägar (SJ) gebauten Lokomotiven sind die Diesellokomotivbauart mit der bisher größten gebauten Stückzahl in Schweden.

## Einsatz in Schweden
Die Mehrzahl von ihnen gehört heute der staatlichen Güterverkehrsgesellschaft Green Cargo, die neben anderen privaten Gesellschaften für den Güterzugbetrieb in Schweden verantwortlich ist. Die Lokomotiven sind mit einem dieselelektrischen Antrieb ausgerüstet. Zur Stromerzeugung für die Fahrmotoren dient ein Zwölfzylinder-V-Zweitaktdieselmotor GM EMD 12-645E von General Motors. Die Vielfachsteuerung ermöglicht den gemeinsamen Betrieb von drei Lokomotiven.
Obwohl für den Güterverkehr beschafft, wurden mit den Lokomotiven zeitweise auch planmäßig Reisezüge bespannt, zum Beispiel in den 1970er Jahren auf der damals nicht elektrifizierten Strecke zwischen Borlänge und Mora und in den 1990er Jahren auf der Inlandsbahn.
Weitere Lokomotiven sind oder waren bei TGOJ Trafik, der Erzbahngesellschaft MTAS sowie bei Norges Statsbaner (NSB) im Einsatz. Einige Exemplare wurden zudem nach Israel abgegeben. Seit 2014 wurde einige Lokomotiven an private schwedische Bahnunternehmen verkauft. Die Lokomotiven sind von Trelleborg im Süden bis nach Kiruna im Norden stationiert.

## T44R

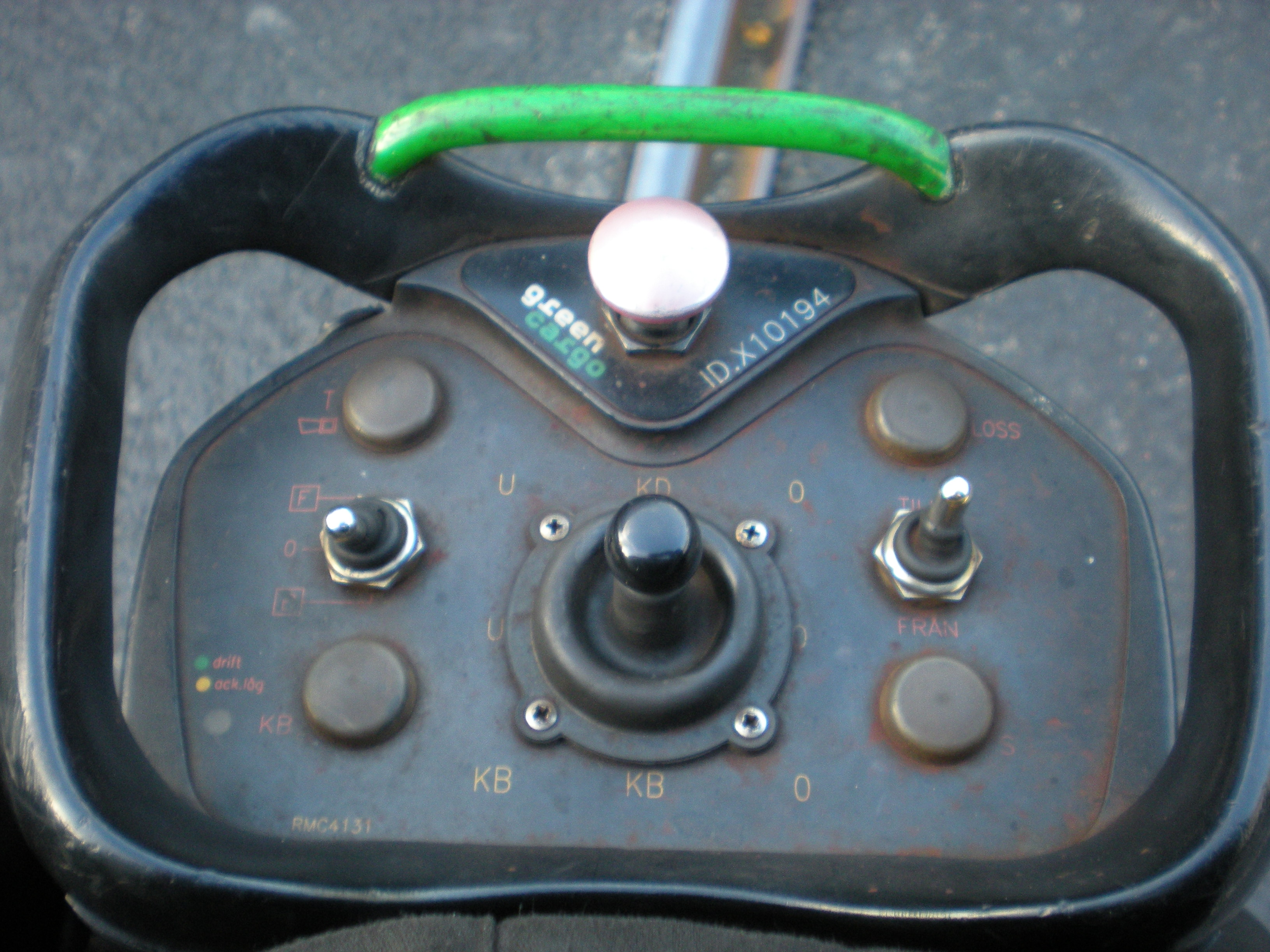
Funkfernsteuergerät einer T44

Ein Teil der Lokomotiven wurde mit einer Funkfernsteuerung für den Einmannbetrieb ausgestattet und erhielt die interne Bezeichnung T44R (R für schwedisch radiostyrning = ferngesteuert). Dazu gehören die T44 353–365 und 367–416, die später bei Green Cargo in die Baureihe Td umgebaut wurden, sowie die T44 259, 262, 269, 271–272, 275, 278–279, 282, 314–317, 329–349 und 351–352.

## T44RN
Die T44 318, 320, 321, 322 und 323 von Green Cargo sind mit Mittelpufferkupplungen für den Transport von Erzwagen ausgestattet.

## T44RB
Die T44 350 und 370 von Green Cargo sind mit Radioblock ausgerüstet, einem Zugsicherungssystem auf Funkbasis.

## T44RT
Die ebenfalls von Green Cargo eingesetzte T44 281 kann mittels Ablauffernsteuerung vom Stellwerk aus bedient werden.

## T44RD
Die T44 264, 266, 267 und 270 von Green Cargo haben Diacomausrüstung.

## Td
Auf Grund des Alters der Lokomotiven beschloss das Güterverkehrsunternehmen Green Cargo bereits 2007, 100 Lokomotiven zu modernisieren, um ihre Lebensdauer zu verlängern. Im Februar 2009 wurde die T44 371 bei Bombardier Transportation in Randers in Dänemark als Prototyp umgebaut und erhielt die neue Bezeichnung Td 317. Die T44 409 wurde 2010 umgebaut, sie erhielt die Betriebsnummer Td 409. Dabei wird der Zweitaktmotor durch einen Viertaktmotor mit geringerem Kraftstoffverbrauch und niedrigeren Emissionen ersetzt. Nach der Modernisierung ermöglicht die Vielfachsteuerung den Betrieb mit Lokomotiven der gleichen Bauart und zusätzlich mit Maschinen der Reihen Rc und TRAXX von Bombardier. Zudem werden sie für den Einbau von Fahrzeuggeräten der Zugbeeinflussung ERTMS vorbereitet. Bis Mai 2012 wurden 53 Lokomotiven umgebaut, Ende 2012 waren alle 62 geplanten Maschinen fertiggestellt.

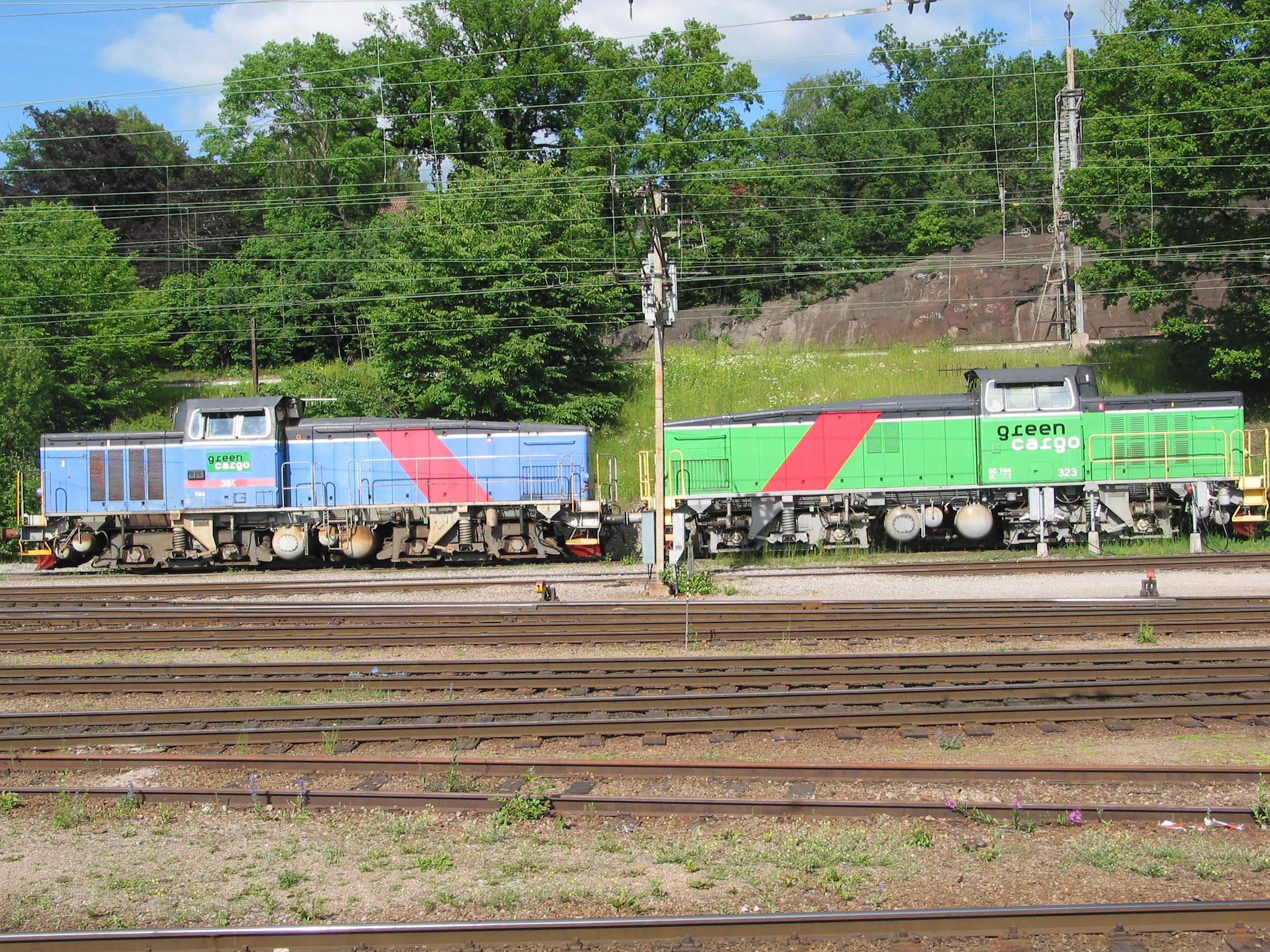
Zwei T44 von Green Cargo in Tomteboda

Nach dem Umbau erhielten die Lokomotiven die Baureihenbezeichnung Td.

## TdE
Die Lokomotiven Green Cargo Td 354–365, 367–369, 377 und 395 wurden mit ERTMS ausgerüstet und erhielten die Bezeichnung TdE.

## Einsatz in Norwegen

### Di 7 der NSB
1993 wurde die T44 276 an NSB verkauft. Sie erhielt in Norwegen die Baureihenbezeichnung Di 7 mit der Ordnungsnummer 634 im norwegischen Nummernsystem. Die Maschine war nur drei Jahre im Einsatz und wurde danach an Malmtrafik AB verkauft. Dort erhielt sie die Ordnungsnummer 6.

### MTAB T44
1996 übernahm Malmtrafik AB die T44 276 von den NSB. Dort bekam sie die Betriebsnummer T44 6 und die UIC-EDV-Nummer 92 74 000 0006-7.

### Verliehene Lokomotiven
In den 1990er Jahren wurden von den SJ zwölf Lokomotiven an die NSB verliehen: T44 262, 264, 265, 270, 274, 275, 278, 280, 282, 314, 315 und 323. Sie wurden allesamt in der Region Trondheim eingesetzt. Bis auf die T44 278, die 2000 an TGOJ Trafik verkauft wurde, erfolgte die Rückgabe 2001. 2010 erfolgte auch der Rückkauf der T44 278, die seither wieder für GC im Einsatz ist.

### Sonstige Einsätze
Soweit die Green Cargo in Norwegen tätig ist, werden dort T44 eingesetzt, wie im Rangierdienst in Oslo-Alnabru oder seit 2016 im Streckendienst auf der Raumabane.